# Porsche Carrera Cup Deutschland
Der Porsche Carrera Cup Deutschland ist eine deutsche Markenpokal-Rennserie von Porsche. In der seit 1990 ausgetragenen Meisterschaft werden einheitliche Rennwagen auf Basis des Porsche 911 eingesetzt.
Die Rennveranstaltungen werden größtenteils im Rahmenprogramm anderer Rennserien wie der DTM und seit 2016 der ADAC GT Masters durchgeführt.
Neben dem deutschen Markenpokal wird der Carrera Cup auch international in anderen Ländern und Regionen wie z. B. Asien, Australien, Brasilien, Frankreich, Großbritannien, Italien, Japan und Skandinavien ausgetragen.

## Historie
Mit dem Carrera Cup gründete Porsche 1990 seine zweite Markenrennserie in Deutschland. Vorher hatte Porsche von 1986 bis 1989 mit dem Porsche 944 Turbo Cup bereits eine Markenmeisterschaft organisiert.
Wie auch in der Vorgängerrennserie hat der Porsche Carrera Cup das Ziel eine Rennserie anzubieten, in der Profis, Amateure und Nachwuchsfahrer unter gleichen technischen Bedingungen gegeneinander antreten.
Mit Gründung wurde zunächst nur der Fahrertitel vergeben. Ab der Saison 1997 kam die Teamwertung hinzu. 2012 wurde das Reglement umfassend geändert und die Sonderwertungen für Amateure und Rookies wurden eingeführt. Profi- und Nachwuchsfahrer starteten in der A-Wertung und die Amateure in der B-Wertung. Mit der Saison 2017 wurde die A-Wertung durch die Gesamtwertung ersetzt.
In der Meisterschaft werden Preisgelder an die Fahrer und Teams vergeben. Die Höhe unterscheidet sich anhand der Wertung und der Platzierung im Rennen bzw. in der Meisterschaftsplatzierung. 2019 gab es Preisgelder und Sachpreise in Höhe von über 550.000 EUR.

### Reglement
Der Porsche Carrera Cup unterliegt dem sportlichen und technischen Reglement des DMSB. Alle gemeldeten Fahrer müssen mindestens eine Internationale Lizenz C oder höher besitzen, um in der Serie starten zu dürfen.
Für jedes beendete Rennen erhalten klassifizierte Fahrer Punkte, die in der Meisterschaftswertung gezählt werden. Die Fahrerpunkte eines Teams werden zur Teamwertung gezählt.
| zurückgelegte Distanz | vergebene Punkte |
| --------------------- | ---------------- |
| ab 75 %               | 100 %            |
| ab 50 %               | 50 %             |
| weniger als 50 %      | keine            |

Bei vorzeitigem Rennabbruch werden, abhängig von der zurückgelegten Distanz, nur die halbe Punktzahl oder keine Punkte vergeben (siehe Tabelle).
Alle Fahrer setzen technisch übereinstimmende Rennwagen ein, die für die jeweilige Rennsaison freigegeben sind. Die Fahrzeuge werden von Porsche produziert und entsprechen den technischen Reglements der FIA (Anhang J) des DMSB. Es sind Einheitsreifen von Michelin für alle Teilnehmer vorgeschrieben.
Die Einhaltung der technischen Vorgaben wird von Technischen Kommissaren vor dem Rennen bei der Abnahme und durch Stichproben nach dem Rennen überwacht.

### Austragungsorte und Rennablauf
Die Rennen werden in der Regel zusammen mit anderen Rennserien durchgeführt. Mit der Gründung wurden Rennen parallel mit der Deutschen Tourenwagen-Meisterschaft bis zu deren Auflösung 1996 in Deutschland und im europäischen Ausland gefahren. Ab 2000 wurden die Rennveranstaltungen mit der neu gegründeten Deutschen Tourenwagen-Masters bzw. DTM ausgetragen. Seit 2016 setzt sich der Carrera-Cup-Rennkalender aus Rennen gemeinsam mit der DTM und der ADAC GT Masters zusammen. Die Rennen finden in Deutschland und im benachbarten Ausland wie z. B. Österreich, Niederlande und Tschechien statt.
Von 1990 bis 2011 wurde an einem Rennwochenende ein Rennen gefahren. Die Rennsaison beinhaltete neun bis zehn Veranstaltungen. Seit 2012 werden zwei Läufe an einem Wochenende ausgetragen, so dass die Anzahl der Rennen auf bis zu 18 gestiegen ist.
An einem Rennwochenende findet stets am Freitag das 60-minütige freie Training statt. Am Samstag ist das Qualifying über 35 Minuten. Jeweils ein Sprintrennen über 30 Minuten wird am Samstag und Sonntag gefahren.

## Punktesystem
In der Gesamtwertung werden an die ersten 15 klassifizierten Fahrer Punkte in folgender Anzahl vergeben. Gaststarter sind nicht punkteberechtigt. Nachfolgend klassifizierte Fahrer rücken entsprechend der Punktevergabe auf:
| Platz  | 1. | 2. | 3. | 4. | 5. | 6. | 7. | 8. | 9. | 10. | 11. | 12. | 13. | 14. | 15. |
| Punkte | 25 | 20 | 16 | 13 | 11 | 10 | 9  | 8  | 7  | 6   | 5   | 4   | 3   | 2   | 1   |

In Amateurwertung erhalten die ersten 12 klassifizierten Fahrer Punkte in folgender Anzahl:
| Platz  | 1. | 2. | 3. | 4. | 5. | 6. | 7. | 8. | 9. | 10. | 11. | 12. |
| Punkte | 25 | 20 | 16 | 13 | 11 | 10 | 9  | 8  | 7  | 6   | 5   | 4   |

Seit 2017 müssen Fahrer an einer Mindestanzahl von Rennen teilnehmen, um in der Meisterschaftswertung berücksichtigt zu werden. In der Saison 2019 mussten die Fahrer dazu an sieben Rennveranstaltungen teilnehmen.

## Fahrzeuge

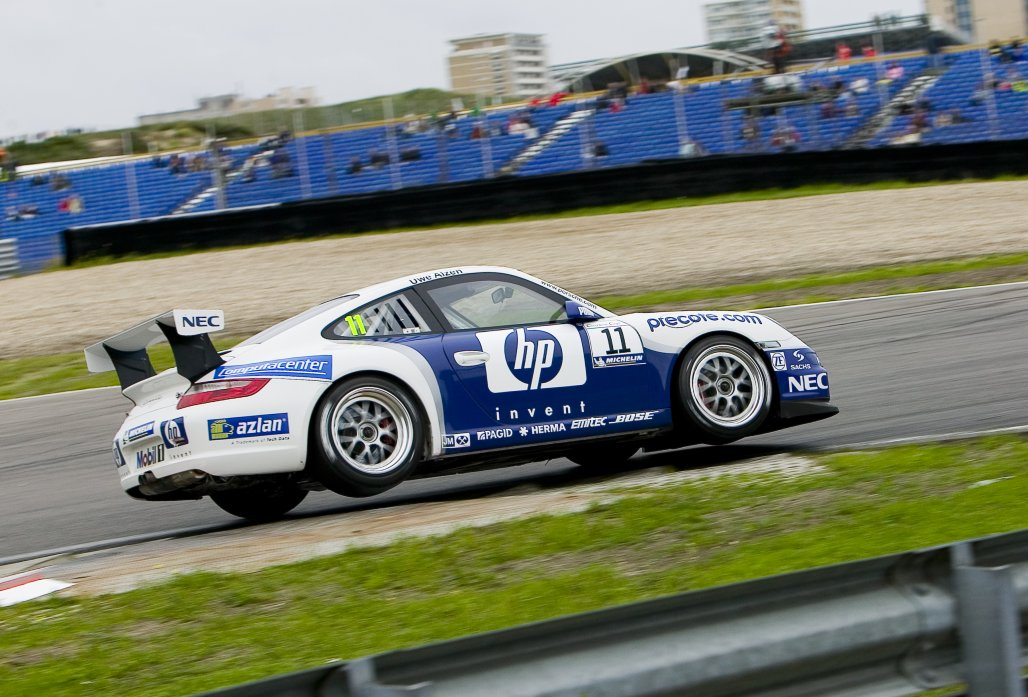
Ein 911 GT3 Cup Typ 997 2006 im Renneinsatz

Im Porsche Carrera Cup werden seit der Gründung ausschließlich Rennwagen eingesetzt, die auf Basis des Porsche 911 entstehen. Die Rennwagen werden vom jeweils aktuellen Serienmodell abgeleitet entwickelt.
Dazu gehören der Aufbau der Karosserie mit leichten Materialien und Komponenten zur Gewichtsreduktion (wie Dünnglas, Aluminium- und CFK-Teile) und Erhöhung des Fahranpressdrucks (wie Front- und Heckflügel, Unterbodenverkleidung), Einbau eines Sicherheitskäfigs, Motorsportsitzes und 6-Punkt-Gurtes zum Schutz des Fahrers, Einbau eines Sicherheitstanks und einer Feuerlöschanlage, Einbau eines Motorsportfahrwerks, mit dem die Fahrzeughöhe, Feder- und Fahreigenschaften individuell eingestellt werden können, sowie eines gegenüber dem Serienmodell leistungsgesteigerten bzw. standfesteren Motors.
Seit 1998 werden alle für diese Rennserie gebauten Wagen als 911 GT3 Cup vermarktet.
Folgende Fahrzeuge wurden bislang im Porsche Carrera Cup eingesetzt:
| Rennwagen                  | 911 Carrera 2 Typ 964 (1990–1991)                                                                                | 911 Carrera RS Typ 964 (1992–1993)                                                                               | 911 Cup 3.8 Typ 993 (1994–1997)                                                                                  | 911 GT3 Cup Typ 996 (1998–2001) | 911 GT3 Cup Typ 996 II (2002–2005) | 911 GT3 Cup Typ 997 (2006–2009)                                                                                 | 911 GT3 Cup Typ 997 II (2010–2013)                                                                              | 911 GT3 Cup Typ 991 (2014–2016)                                                                                 | 911 GT3 Cup Typ 991 II (2017–2020)                                                                              | 911 GT3 Cup Typ 992 (ab 2021)                                                                                   |
| -------------------------- | --- | --- | --- | --- | --- | --- | --- | --- | --- | --- |
| Motor:                     | 6-Zylinder-Boxermotor (Viertakt)                                                                                 | 6-Zylinder-Boxermotor (Viertakt)                                                                                 | 6-Zylinder-Boxermotor (Viertakt)                                                                                 | 6-Zylinder-Boxermotor (Viertakt) | 6-Zylinder-Boxermotor (Viertakt) | 6-Zylinder-Boxermotor (Viertakt)                                                                                | 6-Zylinder-Boxermotor (Viertakt)                                                                                | 6-Zylinder-Boxermotor (Viertakt)                                                                                | 6-Zylinder-Boxermotor (Viertakt)                                                                                | 6-Zylinder-Boxermotor (Viertakt)                                                                                |
| Hubraum:                   | 3600 cm³ | 3600 cm³ | 3800 cm³ | 3598 cm³ | 3598 cm³ | 3598 cm³ | 3797 cm³ | 3797 cm³ | 3996 cm³ | 3996 cm³ |
| Bohrung × Hub:             | 100,0 × 76,4 mm                                                                                                  | 100,0 × 76,4 mm                                                                                                  | 102,7 × 76,4 mm                                                                                                  | 100,0 × 76,4 mm | 100,0 × 76,4 mm | 100,0 × 76,4 mm                                                                                                 | 102,7 × 76,4 mm                                                                                                 | 102,7 × 76,4 mm                                                                                                 | 102,0 × 81,5 mm                                                                                                 | 102,0 × 81,5 mm                                                                                                 |
| Leistung bei 1/min:        | 195 kW (265 PS) bei 6100                                                                                         | 202 kW (275 PS) bei 6200                                                                                         | 228 kW (310 PS) bei 6100 ab 1996: 232 kW (315 PS) bei 6200                                                       | 265 kW (360 PS) bei 7200 ab 1999: 272 kW (370 PS) bei 7200                                                                                            | 279 kW (380 PS) bei 7200 ab 2004: 287 kW (390 PS) bei 7200                                                                                            | 294 kW (400 PS) bei 7300 ab 2008: 309 kW (420 PS) bei 7300                                                      | 331 kW (450 PS) bei 7300                                                                                        | 338 kW (460 PS) bei 7500                                                                                        | 357 kW (485 PS) bei 7500                                                                                        | 375 kW (510 PS) bei 8400                                                                                        |
| Max. Drehmoment bei 1/min: | 310 Nm bei 4800                                                                                                  | 314 Nm bei 5000                                                                                                  | 360 Nm bei 5500 ab 1996: 370 Nm bei 5500                                                                         | 360 Nm bei 6250 ab 1999: 370 Nm bei 6250 | 380 Nm bei 6250 ab 2004: 390 Nm bei 6500 | 400 Nm bei 6500 ab 2008: 420 Nm bei 6500                                                                        | 420 Nm bei 6500                                                                                                 | ? Nm | 480 Nm bei 6250                                                                                                 | 470 Nm bei 6150                                                                                                 |
| Verdichtung:               | 11,3 : 1 | 11,0 : 1 | 11,5 : 1 | 11,7 : 1 | 11,7 : 1 | 12,0 : 1 | 12,0 : 1 | 12,5 : 1 | 12,5 : 1 | 12,5 : 1 |
| Ventilsteuerung:           | eine obenliegende Nockenwelle je Zylinderbank, Antrieb durch zwei hydraulisch gespannte Rollenketten             | eine obenliegende Nockenwelle je Zylinderbank, Antrieb durch zwei hydraulisch gespannte Rollenketten             | eine obenliegende Nockenwelle je Zylinderbank, Antrieb durch zwei hydraulisch gespannte Rollenketten             | eine obenliegende Nockenwelle je Zylinderbank, Antrieb durch zwei hydraulisch gespannte Rollenketten                                                  | eine obenliegende Nockenwelle je Zylinderbank, Antrieb durch zwei hydraulisch gespannte Rollenketten                                                  | zwei obenliegende Nockenwellen je Zylinderbank, Antrieb durch zwei hydraulisch gespannte Rollenketten           | zwei obenliegende Nockenwellen je Zylinderbank, Antrieb durch zwei hydraulisch gespannte Rollenketten           | zwei obenliegende Nockenwellen je Zylinderbank, Antrieb durch zwei hydraulisch gespannte Rollenketten           | zwei obenliegende Nockenwellen je Zylinderbank, Antrieb durch zwei hydraulisch gespannte Rollenketten           | zwei obenliegende Nockenwellen je Zylinderbank, Antrieb durch zwei hydraulisch gespannte Rollenketten           |
| Kühlung:                   | Luftkühlung (Gebläse)                                                                                            | Luftkühlung (Gebläse)                                                                                            | Luftkühlung (Gebläse)                                                                                            | Wasserkühlung | Wasserkühlung | Wasserkühlung                                                                                                   | Wasserkühlung                                                                                                   | Wasserkühlung                                                                                                   | Wasserkühlung                                                                                                   | Wasserkühlung                                                                                                   |
| Lenkung:                   | ohne Servounterstützung                                                                                          | ohne Servounterstützung                                                                                          | ohne Servounterstützung                                                                                          | Servolenkung | Servolenkung | Servolenkung | Servolenkung | Servolenkung | Servolenkung | Servolenkung |
| Getriebe:                  | 5-Gang-Schaltgetriebe                                                                                            | 5-Gang-Schaltgetriebe                                                                                            | 6-Gang-Schaltgetriebe                                                                                            | 6-Gang-Schaltgetriebe | 6-Gang-Schaltgetriebe | sequentielles 6-Gang-Klauengetriebe                                                                             | sequentielles 6-Gang-Klauengetriebe                                                                             | sequentielles 6-Gang-Klauengetriebe                                                                             | sequentielles 6-Gang-Klauengetriebe                                                                             | sequentielles 6-Gang-Klauengetriebe                                                                             |
| Antrieb:                   | Hinterradantrieb, Sperrdifferenzial                                                                              | Hinterradantrieb, Sperrdifferenzial                                                                              | Hinterradantrieb, Sperrdifferenzial                                                                              | Hinterradantrieb, Sperrdifferenzial | Hinterradantrieb, Sperrdifferenzial | Hinterradantrieb, Sperrdifferenzial                                                                             | Hinterradantrieb, Sperrdifferenzial                                                                             | Hinterradantrieb, Sperrdifferenzial                                                                             | Hinterradantrieb, Sperrdifferenzial                                                                             | Hinterradantrieb, Sperrdifferenzial                                                                             |
| Bremsen:                   | gelochte und innenbelüftete Scheibenbremsen, ABS                                                                 | gelochte und innenbelüftete Scheibenbremsen, ABS                                                                 | gelochte und innenbelüftete Scheibenbremsen, ABS                                                                 | gelochte und innenbelüftete Scheibenbremsen, ABS | gelochte und innenbelüftete Scheibenbremsen, ABS | gelochte und innenbelüftete Scheibenbremsen, ABS                                                                | gelochte und innenbelüftete Scheibenbremsen, ABS                                                                | gelochte und innenbelüftete Scheibenbremsen, ABS                                                                | gelochte und innenbelüftete Scheibenbremsen, ABS                                                                | gelochte und innenbelüftete Scheibenbremsen, ABS                                                                |
| Radaufhängung vorn:        | einzeln an MacPherson-Federbeinen, Querlenkern, Stabilisator (einstellbar)                                       | einzeln an MacPherson-Federbeinen, Querlenkern, Stabilisator (einstellbar)                                       | einzeln an MacPherson-Federbeinen, Querlenkern, Stabilisator (einstellbar)                                       | einzeln an MacPherson-Federbeinen, Querlenkern, Stabilisator (einstellbar)                                                                            | einzeln an MacPherson-Federbeinen, Querlenkern, Stabilisator (einstellbar)                                                                            | einzeln an MacPherson-Federbeinen, Querlenkern, Stabilisator (einstellbar)                                      | einzeln an MacPherson-Federbeinen, Querlenkern, Stabilisator (einstellbar)                                      | einzeln an MacPherson-Federbeinen, Querlenkern, Stabilisator (einstellbar)                                      | einzeln an MacPherson-Federbeinen, Querlenkern, Stabilisator (einstellbar)                                      | einzeln an Doppelquerlenkern, Stabilisator (einstellbar)                                                        |
| Radaufhängung hinten:      | einzeln an Schräglenkern, Stabilisator (einstellbar)                                                             | einzeln an Schräglenkern, Stabilisator (einstellbar)                                                             | einzeln an Mehrlenkern, Stabilisator (einstellbar)                                                               | einzeln an Mehrlenkern, Stabilisator (einstellbar) | einzeln an Mehrlenkern, Stabilisator (einstellbar) | einzeln an Mehrlenkern, Stabilisator (einstellbar)                                                              | einzeln an Mehrlenkern, Stabilisator (einstellbar)                                                              | einzeln an Mehrlenkern, Stabilisator (einstellbar)                                                              | einzeln an Mehrlenkern, Stabilisator (einstellbar)                                                              | einzeln an Mehrlenkern, Stabilisator (einstellbar)                                                              |
| Federung vorn:             | Schraubenfedern                                                                                                  | Schraubenfedern                                                                                                  | Schraubenfedern                                                                                                  | doppelte Schraubenfedern | doppelte Schraubenfedern | doppelte Schraubenfedern                                                                                        | doppelte Schraubenfedern                                                                                        | doppelte Schraubenfedern                                                                                        | doppelte Schraubenfedern                                                                                        | doppelte Schraubenfedern                                                                                        |
| Federung hinten:           | Schraubenfedern                                                                                                  | Schraubenfedern                                                                                                  | Schraubenfedern                                                                                                  | doppelte Schraubenfedern | doppelte Schraubenfedern | doppelte Schraubenfedern                                                                                        | doppelte Schraubenfedern                                                                                        | doppelte Schraubenfedern                                                                                        | doppelte Schraubenfedern                                                                                        | doppelte Schraubenfedern                                                                                        |
| Karosserie:                | Selbsttragende Stahlkarosserie mit ausfahrbaren Heckspoiler, Überrollkäfig ab 1995: mit feststehendem Heckflügel | Selbsttragende Stahlkarosserie mit ausfahrbaren Heckspoiler, Überrollkäfig ab 1995: mit feststehendem Heckflügel | Selbsttragende Stahlkarosserie mit ausfahrbaren Heckspoiler, Überrollkäfig ab 1995: mit feststehendem Heckflügel | Selbsttragende Stahlkarosserie mit Kunststofftüren und -Heckdeckel und feststehendem Heckflügel, Überrollkäfig ab 2002: mit CFK-Türen und -Heckdeckel | Selbsttragende Stahlkarosserie mit Kunststofftüren und -Heckdeckel und feststehendem Heckflügel, Überrollkäfig ab 2002: mit CFK-Türen und -Heckdeckel | Selbsttragende Stahlkarosserie mit CFK-Türen, -Heck und -Heckdeckel und feststehendem Heckflügel, Überrollkäfig | Selbsttragende Stahlkarosserie mit CFK-Türen, -Heck und -Heckdeckel und feststehendem Heckflügel, Überrollkäfig | Selbsttragende Stahlkarosserie mit CFK-Türen, -Heck und -Heckdeckel und feststehendem Heckflügel, Überrollkäfig | Selbsttragende Stahlkarosserie mit CFK-Türen, -Heck und -Heckdeckel und feststehendem Heckflügel, Überrollkäfig | Selbsttragende Stahlkarosserie mit CFK-Türen, -Heck und -Heckdeckel und feststehendem Heckflügel, Überrollkäfig |
| Tankinhalt:                | ? l | ? l | ? l | 64 l | 89 l | 90 l | 90 l | 100 l | 100 l | 110 l |
| Spurweite vorn/hinten:     | 1380/1374 mm | 1379/1380 mm | 1405/1445 mm ab 1995: 1413/1452 mm                                                                               | 1475/1495 mm | 1485/1495 mm | 1516/1561 mm | 1516/1561 mm | 1538/1516 mm | 1538/1516 mm | ?/? mm |
| Radstand:                  | 2272 mm | 2272 mm | 2272 mm | 2350 mm | 2350 mm | 2355 mm | 2355 mm | 2456 mm | 2456 mm | 2459 mm |
| Reifen/Räder:              | VA: 245/620 auf 8 J × 17 HA: 265/630 auf 9,5 J × 17                                                              | VA: 235/635 auf 8 J × 18 HA: 265/645 auf 9,5 J × 18                                                              | VA: 235/635 auf 8,5 J × 18 HA: 285/645 auf 10 J × 18                                                             | VA: 245/645 auf 8,5 J × 18 HA: 305/645 auf 10,5 J × 18                                                                                                | VA: 24/64-18 auf 9 J × 18 HA: 27/68-18 auf 11 J × 18                                                                                                  | VA: 24/64-18 auf 9 J × 18 HA: 27/68-18 auf 11 J × 18                                                            | VA: 24/64-18 auf 9,5 J × 18 HA: 27/68-18 auf 12 J × 18                                                          | VA: 27/65-18 auf 10,5 J × 18 HA: 31/71-18 auf 12 J × 18                                                         | VA: 27/65-18 auf 10,5 J × 18 HA: 31/71-18 auf 12 J × 18                                                         | VA: 30/65-18 auf 12 J × 18 HA: 31/71-18 auf 13 J × 18                                                           |
| Maße L × B × H:            | 4250 × 1652 × 1255 mm                                                                                            | 4275 × 1652 × 1250 mm                                                                                            | 4245 × 1735 × 1240 mm                                                                                            | 4430 × 1765 × 1270 mm | 4430 × 1765 × 1270 mm | 4450 × 1815 × 1280 mm                                                                                           | 4450 × 1815 × 1280 mm                                                                                           | 4545 × 1852 × 1269 mm                                                                                           | 4564 × 1980 × 1246 mm                                                                                           | 4585 × 1920 × ? mm                                                                                              |
| Leergewicht:               | 1210 kg | 1120 kg | 1100 kg | 1140 kg | 1150 kg | 1150 kg | 1160 kg | ca. 1200 kg | ca. 1200 kg | 1260 kg |
| Höchstgeschwindigkeit:     | 260 km/h | 260 km/h | 280 km/h | 286 km/h | 286 km/h | 290 km/h | 290 km/h | ? km/h | ? km/h | ? km/h |
| Beschleunigung 0–100 km/h: | ? s | ca. 5,2 s | 4,7 s | ca. 4,0 s | ca. 4,0 s | ? s | ? s | ? s | ? s | ? s |

## Ergebnisse
In den bisher ausgetragenen Markenpokal-Meisterschaften gewannen folgende Fahrer die ersten drei Plätze der Fahrerwertung, die Amateur- und Rookie-Sonderwertungen, sowie folgende Rennteams die Teamwertung:
| Jahr | Sieger            | Zweiter             | Dritter             |
| ---- | ----------------- | ------------------- | ------------------- |
| 1990 | Olaf Manthey      | Rüdiger Schmitt     | Wolfgang Land       |
| 1991 | Roland Asch       | Wolfgang Land       | Jürgen von Gartzen  |
| 1992 | Uwe Alzen         | Bruno Eichmann      | Jürgen von Gartzen  |
| 1993 | Wolfgang Land     | Altfrid Heger       | Bernd Mayländer     |
| 1994 | Bernd Mayländer   | Harald Grohs        | Wolfgang Land       |
| 1995 | Harald Grohs      | Oliver Mathai       | Wolfgang Land       |
| 1996 | Ralf Kelleners    | Frank Schmickler    | Harald Grohs        |
| 1997 | Wolfgang Land     | Horst Farnbacher    | Klaus Graf          |
| 1998 | Dirk Müller       | Patrick Simon       | Marc Basseng        |
| 1999 | Lucas Luhr        | Christian Menzel    | Jörg Bergmeister    |
| 2000 | Jörg Bergmeister  | Frank Stippler      | Timo Bernhard       |
| 2001 | Timo Bernhard     | Jörg Bergmeister    | Christian Menzel    |
| 2002 | Marc Lieb         | Frank Stippler      | Pierre Kaffer       |
| 2003 | Frank Stippler    | Mike Rockenfeller   | Romain Dumas        |
| 2004 | Mike Rockenfeller | Wolf Henzler        | Jörg Hardt          |
| 2005 | Christian Menzel  | Nicolas Armindo     | Richard Lietz       |
| 2006 | Dirk Werner       | Uwe Alzen           | Jörg Hardt          |
| 2007 | Uwe Alzen         | Richard Westbrook   | Nicolas Armindo     |
| 2008 | René Rast         | Jan Seyffarth       | Christian Mamerow   |
| 2009 | Thomas Jäger      | Jeroen Bleekemolen  | Jan Seyffarth       |
| 2010 | Nicolas Armindo   | Nick Tandy          | Uwe Alzen           |
| 2011 | Nick Tandy        | Sean Edwards        | Jeroen Bleekemolen  |
| 2012 | René Rast         | Sean Edwards        | Nicki Thiim         |
| 2013 | Kévin Estre       | Christian Engelhart | Nicki Thiim         |
| 2014 | Philipp Eng       | Michael Ammermüller | Christian Engelhart |
| 2015 | Philipp Eng       | Christian Engelhart | Jeffrey Schmidt     |
| 2016 | Sven Müller       | Christian Engelhart | Dennis Olsen        |
| 2017 | Dennis Olsen      | Nick Yelloly        | Michael Ammermüller |
| 2018 | Thomas Preining   | Michael Ammermüller | Larry ten Voorde    |
| 2019 | Julien Andlauer   | Michael Ammermüller | Larry ten Voorde    |
| 2020 | Larry ten Voorde  | Dylan Pereira       | Leon Köhler         |
| 2021 | Larry ten Voorde  | Ayhancan Güven      | Leon Köhler         |
| 2022 | Laurin Heinrich   | Larry ten Voorde    | Dylan Pereira       |
| 2023 | Larry ten Voorde  | Loek Hartog         | Bastian Buus        |
| 2024 | Larry ten Voorde  | Harry King          | Theo Oeverhaus      |

| Team                            | Amateur             | Rookie              |
| ------------------------------- | ------------------- | ------------------- |
| 0                               |                     |                     |
| 0                               |                     |                     |
| 0                               |                     |                     |
| 0                               |                     |                     |
| 0                               |                     |                     |
| 0                               |                     |                     |
| 0                               |                     |                     |
| Farnbacher Motorsport           |                     |                     |
| tolimit Motorsport              |                     |                     |
| tolimit Motorsport              |                     |                     |
| Farnbacher Racing PZK           |                     |                     |
| Team HP-PZ Koblenz              |                     |                     |
| Team HP-Phoenix PZ Koblenz      |                     |                     |
| EMC2 Carsport Racing            |                     |                     |
| EMC ARAXA Racing                |                     |                     |
| tolimit Motorsport              |                     |                     |
| HP Team Herberth                |                     |                     |
| tolimit Motorsport              |                     |                     |
| MRS-Team                        |                     |                     |
| MS Racing PZ Hamburg Nord-West  |                     |                     |
| Hermes ATTEMPTO Racing          |                     |                     |
| Team Deutsche Post by tolimit   |                     |                     |
| Team Deutsche Post by tolimit   | Bill Barazetti      | Kévin Estre         |
| ATTEMPTO Racing                 | Rolf Ineichen       | Connor De Phillippi |
| QPOD Walter Lechner Racing      | Rolf Ineichen       | Sven Müller         |
| Deutsche Post by Project 1      | Rolf Ineichen       | Alexander Toril     |
| Konrad Motorsport               | Wolfgang Triller    | Dennis Olsen        |
| Team Deutsche Post by Project 1 | Wolfgang Triller    | Larry ten Voorde    |
| BWT Lechner Racing              | Jörn Schmidt-Staade | Dylan Pereira       |
| BWT Lechner Racing              | Carlos Rivas        | Jaxon Evans         |
| FÖRCH Racing                    | Carlos Rivas        | Laurin Heinrich     |
| Team GP Elite                   | Carlos Rivas        | Loek Hartog         |
| SSR Huber Racing                | Carlos Rivas        | Lorcan Hanafin      |
| Team GP Elite                   | Sören Spreng        | Theo Oeverhaus      |
| Proton Huber Competition        | Sören Spreng        | Flynt Schuring      |